# Русан
Русан — сорт винограда, используемый для изготовления белых вин.

## География
Относится к эколого-географической группе западноевропейских сортов винограда. Выращивают во Франции, Австралии. Главный регион для Русан — это долина Роны.

## Основные характеристики
Сила роста лозы средняя.
Лист средний или мелкий, пятилопастный, снизу со слабым паутинистым опушением.
Цветок обоеполый.
Грозди мелкие или средние, цилиндрические, очень плотные.
Ягоды средней величины, округлые, зеленовато-белые, с небольшим восковым налётом.
Сорт позднего периода созревания.
Урожайность этого сорта винограда сильно зависит от условий и в целом невысока (до 60-80 ц/га.). Неусточив к серой гнили.

## Применение
Сорт является основой для создания столовых вин. Русан смешивают с Марсаном для производства белых вин Эрмитаж, Кроз-Эрмитаж, Сен-Жозеф. Данный сорт также входит в состав белого вина Шатонёф-дю-Пап.